# 파라스코르피스 티푸스
파라스코르피스 티푸스(Parascorpis typus)는 에우페르카리아류에 속하는 조기어류의 일종이다. 파라스코르피스과(Parascorpididae)와 파라스코르피스속(Parascorpis)의 유일종이다. 아프리카 동부 해안의 모잠비크와 남아프리카 공화국을 따라서 인도양에서 발견된다. 수심 20m부터 200m 사이에서 서식한다. 최대 몸길이는 60cm 가량된다.